# Herkimer megye
Herkimer megye az Amerikai Egyesült Államokban, azon belül New York államban található. Megyeszékhelye Herkimer. Lakosainak száma 60 139 fő (2020. április 1.). Herkimer megye St. Lawrence, Otsego, Hamilton, Fulton, Montgomery, Oneida és Lewis megyékkel határos.

## Népesség
A megye népességének változása:
| Lakosok száma | 64 434 | 64 616 | 64 528 | 64 181 | 63 100 | 60 139 |
|               | 2010   | 2011   | 2012   | 2013   | 2015   | 2020   |